# 阿尼諾阿薩鄉 (登博維察縣)
45°04′0″N 25°26′0″E / 45.06667°N 25.43333°E
阿尼諾阿薩鄉（羅馬尼亞語：Comuna Aninoasa, Dâmbovița），是羅馬尼亞的鄉份，位於該國南部，由登博維察縣負責管轄，面積28平方公里，海拔高度311米，2007年人口5,997，人口密度每平方公里217人。